# Портрет Зои Гики
«Портрет Зои Гики» — картина шведского художника Александра Рослина, на котором изображена Зоя Гика, дочь молдавского господаря Григория III Гики.
Зоя Гика изображена без парика, на ней молдавский костюм: головной убор, напоминающий тюрбан и украшенный розами, белое шёлковое платье, шитое серебром, и меховый жакет без рукавов. Этот костюм элегантен, но без претензии на избыточное богатство.

Отец Зои был убит агентами Османской империи за то, что он препятствовал аннексии Буковины Австрией. После этого Зоя Гика была вынуждена жить при дворе русской императрицы Екатерины II. Александр Рослин приехал в Россию в 1775 году для получения заказов на портреты русских придворных. Он оставался в России около двух лет и написал около 75 портретов, многие из которых он заканчивал уже по возвращении в Париж. Портрет Зои Гики был одним из последних завершённых Рослином портретов перед его отъездом. Часто этот портрет приводится как пример изумительного качества работы художника несмотря на огромнейшее количество заказов, над которыми он работал одновременно. Действительно, портрет гордой беглянки завораживает зрителя и по сей день. В своих записках Бернулли писал о дочерях князя Гика: 
Внимательно осмотрел я на празднике (в Петергофе 2 августа 1777 года) небольшое общество молодых  женщин, появившихся в обыкновенном их одеянии, но прибывших из отдаленной и малоизвестной страны. Иные говорили, что они из Грузии. Вероятнее всего те были правы, которые почитали их оставленными здесь семьей молдаванского князя Гики. У них были длинные, невинные лица, чудные черные глаза, белый, отчасти желтоватый цвет лица, черные совсем гладкие волосы, спереди связанные и через лоб висевшие, голова покрытая чем-то в роде чепца. Их восточные богатые одеяния не могу я подробно описать. Их портреты, писанные по велению императрицы и почти готовые, я впоследствии видел в Императорской портретной галерее.
Потомки княжны Зои жили в России, её правнук Ф. Ф. Сумароков-Эльстон до сентября 1915 г. занимал должность главноначальствующего над Москвой. Портрет приобретён Национальным музеем Швеции в 1990 году и хранится там по сей день. Наряду с портретом «Дама с вуалью» он стал одним из «гвоздей» экспозиции Рослина в музее.